# Честита нова '49
„Честита нова '49“ (на македонска литературна норма: „Среќна Нова '49“) е игрален психологически филм от Република Македония от 1986 година на режисьора Столе Попов по сценарий на Никола Лазаревски.
Главните роли се изпълняват от Александър Гьорчев, Душко Костадинов, Гоце Тодоровски, Кире Симоновски, Мето Йовановски, Милица Стоянова, Мите Грозданов, Петър Арсовски, Синоличка Тръпкова, Светозар Цветкович, Владица Милосавлевич. Второстепенните роли се изпълняват от Александър Шехтански, Георги Бисерков, Йовица Михайловски, Младен Кръстевски, Мустафа Яшар, Иван Петрушевски.

## Сюжет
Сюжетът на филма се започва да се развива в месец юни на 1948 година. След обучение в СССР група югославянски ученици се завръщат у дома. Сред тях са Драгослав и приятелката му Вера, както и близкият им приятел Градимир. След серия вътрешни конфликти Градимир се самоубива на гарата в Суботица, Драгослав като най-близък негов приятел дава обяснение за самоубийството по време на разследването. Драгослав се завръща у дома при болната си майка и баща си Стоян, който по професия прави надгробни плочи. Филмът засяга и съдбите на сестра му Нела и братята му Коле и Коста. Драгослав води и Вера у дома си, за която иска да се ожени. След серия драматични обрати и конфликти, Вера се самоубива, а също така и Драгослав. Брат му Коста преминава границата и напуска държавата, търсейки своя път в живота.

## Награди
- 1986 ФЮИФ, Пула, Гран при, Голяма златна арена за най-добър филм
- 1986 ФЮИФ, Пула, Златна арена за най-добър сценарий на Гордан Михич
- 1986 ФЮИФ, Пула, Златна арена за най-добра поддържаща мъжка роля на Душко Костовски
- 1986 ФЮИФ, Пула, Златна арена за най-добра музика на Любчо Константинов
- 1986 ФЮИФ, Пула, Златна арена за най-добра маска на Радмила Иватович
- 1986 ФЮИФ, Пула, Награда „Милтон Манаки“ от югославянската филмова критика за Столе Попов
- 1986 ФЮИФ, Пула, „Златен гладиатор“, награда на югославянската филмова академия за Столе Попов
- 1986 ФФ, Ниш, Гран при „Челе кула“ за най-добро актьорско майсторство за Мето Йовановски
- 1986 ФФ, Ниш, за женска роля на Владица Милосавевич
- 1986 ФФ, Ниш, за мъжка роля на Светозар Цветкович
- 1986 ФФ, Ниш, за Кире Симоновски
- 1986 ФФ, Вречка баня, за най-добър сценарий за Гордан Михич
- 1986 ФФ, Врнечка баня, „Златник“ за актьора Ацо Георчев
- 1986 ФФ „Милтон Манаки“, Битоля, Златна плакета „Милтон Манаки“ за Мишо Самоиловски
- 1986 ФФ, Младеновац, Златна плакета за сценография за Никола Лазаревски
- 1986 ФФ, Младеновац, Сребърна плакета за костюми за Ясминка Йешич
- 1986 ФФ, Младеновац, Бронзова плакета за музика за Любчо Константинов
- 1986 Годишна награда „Златна клапа“ от списание „ТВ Новости“ за Мето Йовановски
- 1986 Югославянски кандидат за Оскар
- 1987 Награда „13 ноември“ за Столе Попов
- 1991 МФФ, Порто Алегре (Бразилия), Първа награда от публиката [1]